# Paratapinocyba
Paratapinocyba Saito, 1986 è un genere di ragni appartenente alla famiglia Linyphiidae.

## Distribuzione
Le due specie oggi attribuite a questo genere sono endemiche del Giappone.

## Tassonomia
Per la determinazione delle caratteristiche della specie tipo di questo genere sono stati esaminati gli esemplari di Paratapinocyba kumadai Saito, 1986.
A dicembre 2011, si compone di due specie:
- Paratapinocyba kumadai Saito, 1986[3] — Giappone
- Paratapinocyba oiwa (Saito, 1980)[4] — Giappone